# Sándor Tatay
Sándor Tatay (ur. 6 maja 1910 w Bakonytamási, zm. 2 grudnia 1991 w Budapeszcie) – węgierski pisarz. Był jednym z siedmiorga dzieci ewangelickiego pastora. W latach 1929–1933 uczył się w ewangelickiej uczelni teologicznej w Sopron. Po jej skończeniu studiował prawo na uniwersytecie w Peczu. Wykonywał wiele różnych zawodów. Był robotnikiem, nauczycielem domowym, dziennikarzem, urzędnikiem, handlowcem, księgarzem, kierownikiem schroniska turystycznego. W 1931 zadebiutował powieścią Az eke. Dominującym tematem jego utworów jest życie chłopów. Jest także autorem powieści dla młodzieży, cieszących się na Węgrzech popularnością. Jego powieść Karabiny i gołębie została sfilmowana w 1961, a przetłumaczona i  wydana w Polsce przez Naszą Księgarnię w 1963.

## Wyróżnienia i nagrody
- Nagroda im. Attili Józsefa (1957, 1961)

## Wybrane utwory
- Az eke (1931)
- Puskák és galambok (1960, pl. Karabiny i gołębie, 1963)